# Birkenkopf (Spessart)
Der Birkenkopf ist ein Berg im Vorspessart bei Kahl am Main im Landkreis Aschaffenburg in Unterfranken. Mit einer Höhe von nur 120 m ü. NHN gilt der Birkenkopf als niedrigster Berg Bayerns.

## Geographie
Der Birkenkopf befindet sich auf der Gemarkung von Kahl am Main nordöstlich von Emmerichshofen zwischen der Staatsstraße 2305 und der Bundesautobahn 45 im südlichen Teil der Bulau (Emmerichshofer Wald). Etwa 930 m nordwestlich des Birkenkopfes verläuft die Landesgrenze zu Hessen.
Der Birkenkopf erhebt sich aus seiner Umgebung um etwa 6 m. Im Osten steigt das Gelände leicht zu den Ausläufern des Altenmarkskopfes (269 m).

## Geschichte
Der Birkenkopf ist wohl eine alte Wanderdüne, die seit dem 19. Jahrhundert mit Buchen und Kiefern bewachsen ist.